# John Bosch

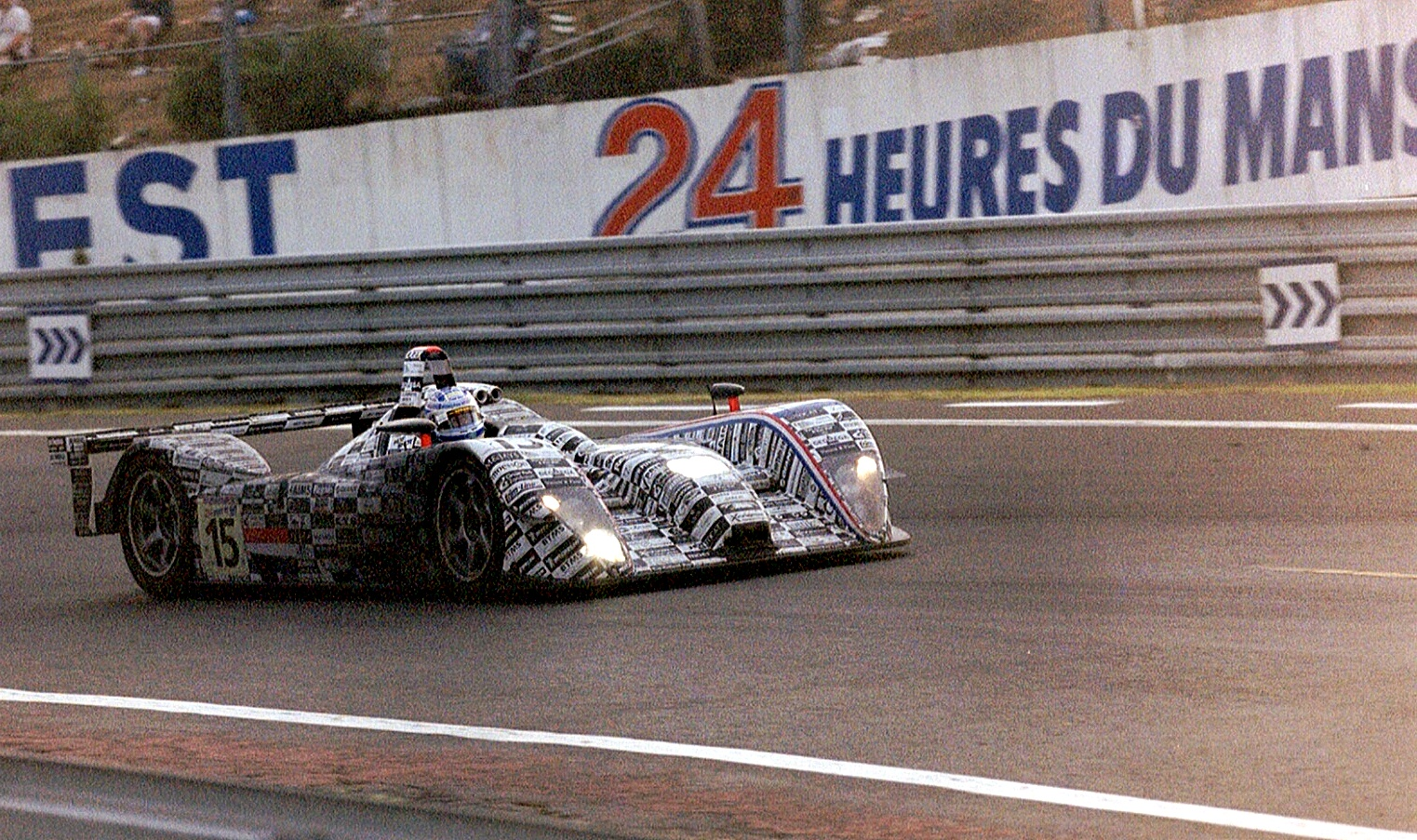
John Bosch am Steuer eines Dome S101 beim 24-Stunden-Rennen von Le Mans 2003

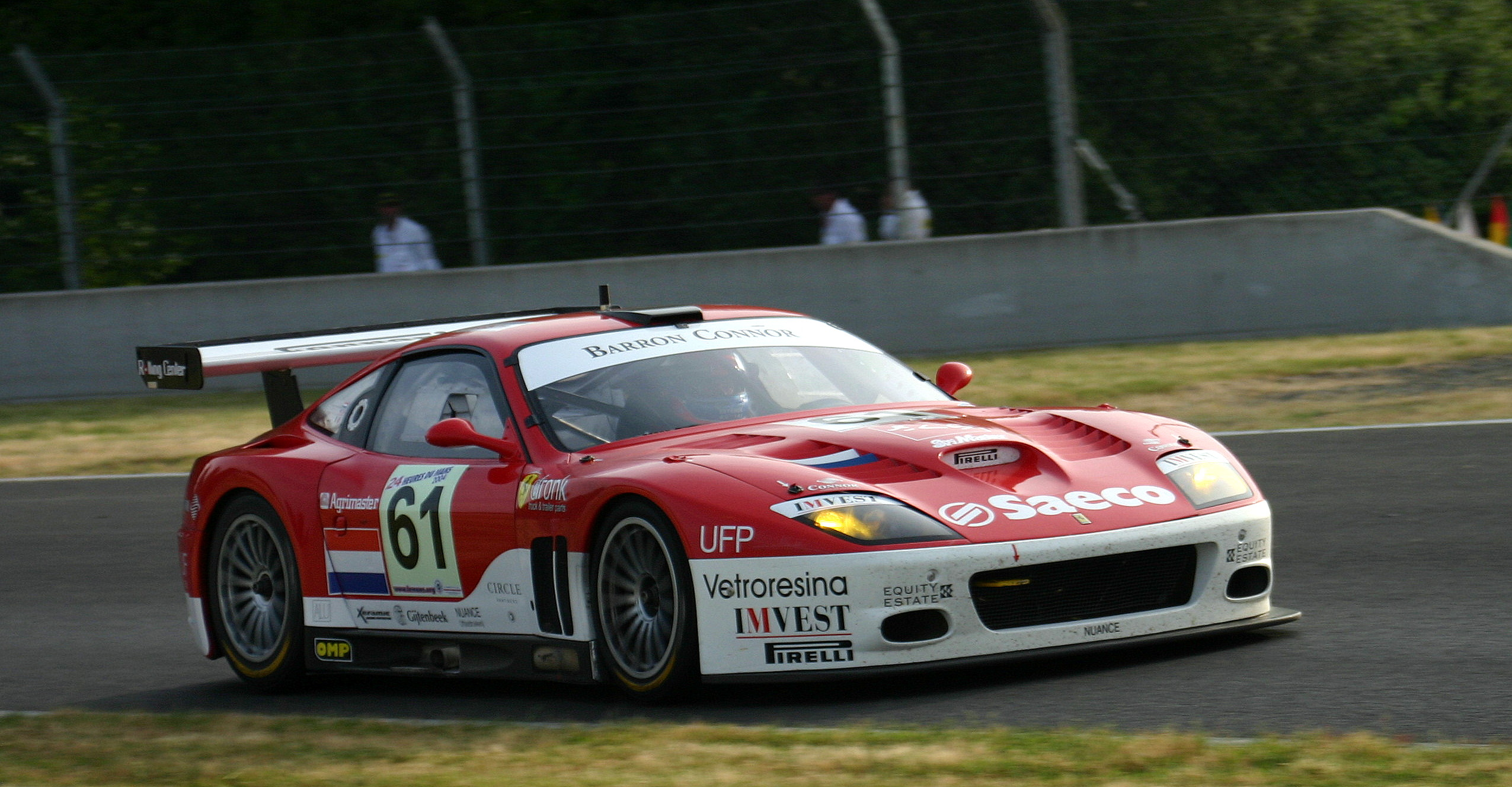
Der Ferrari 575 GTC von Danny Sullivan, Thomas Biagi und John Bosch beim 24-Stunden-Rennen von Le Mans 2004

John Bosch (* 1. April 1964 in Zaandam) ist ein ehemaliger niederländischer Autorennfahrer.

## Karriere im Motorsport
John Bosch begann seine Karriere im Kartsport und sicherte sich 1982 die niederländische Meisterschaft. Im selben Jahr ging er auch schon in der Formel Ford an den Start und gewann in Großbritannien die Wilkes Formula Ford Championship. Es folgte 1983 der Wechsel in die Formel 3. Nach einem schweren Unfall beim zur Europäischen Formel-3-Meisterschaft zählenden Rennen in Diepholz musste er die Saison jedoch vorzeitig beenden. Ein knappes Jahr später hatte er erneut einen schweren Unfall bei einem Formel-3-Rennen und musste die Monopostokarriere beenden.
Nach seiner Genesung wandte er sich dem Rallyesport zu. Er war fast ein Jahrzehnt lang regelmäßiger Starter in der Rallye-Welt- und Europameisterschaft. In dieser Zeit konnte er dreimal die Tulpenrallye für sich entscheiden.
2003 kehrte er als Sportwagenpilot auf die Rundstrecke zurück. Animiert wurde er dazu von seinem Landsmann Jan Lammers, der ihn als Partner für seine Racing-for-Holland-Projekt engagierte. Nach Siegen beim 2,30-Stunden-Rennen auf dem Lausitzring, dem 500-km-Rennen von Monza und in Donington gewann er gemeinsam mit Lammers die Gesamtwertung der FIA-Sportwagen-Meisterschaft. Das Rennen in Le Mans beendete er als Gesamtsechster. 
Seine letzte Saison als professioneller Rennfahrer hatte er 2006, als er Gesamtdritter der Ferrari Challenge: Trofeo Pirelli wurde. Nach seinem Rücktritt fuhr er historische Autorennen mit Ferrari-Monoposto- und Sportwagen-Modellen.

## Statistik

### Le-Mans-Ergebnisse
| Jahr | Team                 | Fahrzeug        | Teamkollege    | Teamkollege  | Platzierung | Ausfallgrund |
| ---- | -------------------- | --------------- | -------------- | ------------ | ----------- | ------------ |
| 2003 | Racing for Holland   | Dome S101       | Jan Lammers    | Andy Wallace | Rang 6      |              |
| 2004 | Barron Connor Racing | Ferrari 575 GTC | Danny Sullivan | Thomas Biagi | Ausfall     | Motorschaden |
| 2005 | Racing for Holland   | Dome S101       | Jan Lammers    | Elton Julian | Rang 7      |              |

### Sebring-Ergebnisse
| Jahr | Team                 | Fahrzeug                  | Teamkollege    | Teamkollege  | Platzierung | Ausfallgrund |
| ---- | -------------------- | ------------------------- | -------------- | ------------ | ----------- | ------------ |
| 2004 | Barron Connor Racing | Ferrari 575 Maranello GTC | Danny Sullivan | Thomas Biagi | Rang 15     |              |